# Constance Cummings
Constance Cummings, född 15 maj 1910 i Seattle, Washington, död 23 november 2005 i Oxfordshire, England, var en amerikansk skådespelare.

## Biografi
Cummings gjorde scendebut som 16-åring med en teaterensemble i hemtrakten. 1928 kom hon till Broadway som körflicka i musikaler. Hon upptäcktes av Samuel Goldwyn och kom till Hollywood i början på 1930-talet. Under loppet av fyra år spelade hon huvudrollen i mer än tjugo filmer, i såväl draman som farser, bland annat mot Harold Lloyd.
Hon kände sig emellertid aldrig riktigt hemma i Hollywood och i mitten på 1930-talet begav hon sig till England, där hon fortsatte sin karriär på scen och film. 
Från 1933 var hon gift med den engelske pjäsförfattaren och scenproducenten Benn W. Levy; han avled 1973. 
Cummings kom bäst till sin rätt på scen och hon hade stora framgångar på scen både i Londons West End och på Broadway; 1979 belönades hon med en Tonyutmärkelse för sin roll i pjäsen Wings.

## Filmografi i urval
- 1931 – De dömdas lag
- 1932 – Filmflugan
- 1932 – Panik
- 1933 – Broadway thro' a Keyhole
- 1934 – Looking for Trouble
- 1940 – Busman's Honeymoon
- 1945 – Min fru går igen
- 1959 – Helyllessabotören
- 1963 – In the Cool of the Day
- 1973 – Lång dags färd mot natt (TV-film)
- 1986 – Död mans fåfänga (TV-film)